# Björn Rzoska
Björn Rzoska (Sint-Niklaas, 12 mei 1973) is een Belgisch politicus voor Groen.

## Levensloop

### Familie
Rzoska was de zoon van een vader met Poolse roots. Zijn grootvader langs vaderskant diende als bewaker van munitiedepots in Waasmunster, waar na de Tweede Wereldoorlog Amerikaanse munitie bewaard en bewaakt werd. De vader van zijn moeder heulde als Vlaams-nationalist met het fascisme, diende als vrijwilliger van de Waffen-SS aan het Oostfront en belandde na de oorlog in een strafkamp voor collaborateurs in Lokeren.

### Carrière
Björn Rzoska studeerde in 1996 af als licentiaat in de geschiedenis aan de Rijksuniversiteit Gent en behaalde in 2001 een postgraduaat kunst- en cultuurmanagement aan de Hogeschool Gent. In 1998 publiceerde hij zijn scriptie bij het Davidsfonds onder de titel Zij komen allen aan de beurt, de zwarten. Het kamp van Lokeren 1944-47. Na zijn studies werkte hij van 1996 tot 1997 als archivaris van het Rijksarchief van Beveren en van 1997 tot 1998 als kabinetsmedewerker van Vlaams minister van Financiën en Begroting en Gezondheidsbeleid Wivina Demeester (CVP). Daarna was hij van 1998 tot 2001 onderzoeksassistent aan het departement Geschiedenis van UFSIA in Antwerpen, van 2001 tot 2003 cultuurbeleidscoördinator en directeur van het cultureel centrum van Sint-Lievens-Houtem, van 2003 tot 2009 stafmedewerker bij het Vlaams Steunpunt Cultureel Erfgoed en van 2005 tot 2007 docent cultuurbeschouwing aan de Toneelacademie Maastricht.

### Politiek
Sinds januari 2007 is Rzoska voor Groen gemeenteraadslid van Lokeren. Van 2009 tot 2013 was hij nationaal ondervoorzitter van zijn partij.
Begin januari 2013 volgde hij Filip Watteeuw als Vlaams Parlementslid op. Hij werd er lid van de commissies Mobiliteit en Openbare Werken; Economie, Werk, Sociale Economie, Innovatie en Wetenschapsbeleid en Algemeen Beleid, Financiën, Begroting en Justitie.  Bij de Vlaamse verkiezingen van 25 mei 2014 kreeg hij de tweede plaats op de Groen-lijst in de kieskring Oost-Vlaanderen. Hij geraakte verkozen. Na de verkiezingen werd hij eind juni 2014 als fractievoorzitter in het Vlaams Parlement aangesteld. Bij de Vlaamse verkiezingen van 26 mei 2019 was hij lijsttrekker van de Oost-Vlaamse Groen-lijst en werd hij herkozen.
In 2019 stelde Rzoska zich kandidaat voor het voorzitterschap van de partij, met Rina Rabau als kandidaat-ondervoorzitter. Hij werd niet verkozen en verloor van voorzitster Meyrem Almaci, die tijdens de tweede stemronde met 53,2% van de stemmen werd verkozen.
In april 2023 kondigde hij zijn vertrek als fractieleider van Groen in het Vlaams Parlement aan, alsook zijn intentie om na het aflopen van zijn parlementair mandaat in 2024 de nationale politiek te verlaten. Hij wilde zich namelijk volop richten op de lokale politiek in Lokeren en betreurde het feit dat Groen na de verkiezingen in 2019 niet was toegetreden tot de Vlaamse Regering om op het beleid te wegen. Als fractieleider werd hij opgevolgd door Mieke Schauvliege. In juni 2024 liep zijn mandaat als parlementslid af.
Sinds maart 2025 is Rzoska voorzitter van het Vlaams Vredesinstituut.

## Interview
- Studio Vlaams Parlement - Björn Rzoska over het Vlaams klimaatbeleid (7 december 2018)

## Publicaties
- Zij komen allen aan de beurt, de zwarten. Het Kamp Van Lokeren, Leuven, Davidsfonds, 1999.
- Hoeve, stam, bodem en volksaard. Clemens Victor Trefois en de vlaamse volkskunde tijdens het interbellum, in: Oostvlaamse Zanten, 1999.
- (samen met Jaak van Schoor, Roel Vande Winkel en Johan Taeldeman) Romain Deconinck, Gent - Brussel, Uitgeverij Snoeck, 2005.
- Opgesloten, tussen zwart, wit en grijs. Het kamp van Lokeren, Deurne, Doorbraak, 2018.
- Gedeelde grond, Ertsberg, 2024. ISBN 9789464750751.